# 1240
1240 (MCCXL) var ett skottår som började en söndag i den julianska kalendern.

## Händelser

### Juli
- 15 juli – Novgoroderna, under ledning av Alexander Nevskij, besegrar svenskarna i slaget vid Neva.

### Okänt datum
- Mongolerna plundrar och underkuvar Rjazan, Moskva och Kiev.
- Håkon Håkonsson gör slut på inbördeskriget borgarkriget i Norge.

## Födda
- 29 september – Margareta av England, drottning av Skottland 1251–1275 (gift med Alexander III)
- Albrekt den vanartige, markgreve av Meissen 1288–1314.
- Benedictus XI, född Niccolò Boccasino, påve 1303–1304.
- Cimabue, florentinsk målare.
- Magnus Ladulås, kung av Sverige 1275–1290.
- Sigerius av Brabant, filosof.

## Avlidna
- Ibn 'Arabi, sufimästare, poet och författare.
- Radiyya Begum, regerande sultaninna av Delhi.
- Constance av Ungern, drottning av Böhmen.